# Mednarodni kodeks nomenklature za alge, glive in rastline
Mednarodni kodeks nomenklature za alge, glive in rastline (kratica: ICN, angleško: International Code of Nomenclature for algae, fungi, and plants) je mednarodni kodeks poimenovanja rastlin. Je vsakih nekaj let posodobljeno delo, ki natančno določa pravila nomenklature. 
Do zasedanja Mednarodnega botaničnega kongresa v Melbournu leta 2011 se je imenoval Mednarodni kodeks botanične nomenklature (ICBN).

## Nomenklaturna pravila
- prioriteta najstarejšega veljavno opisanega imena na določenem taksonomskem nivoju
- vsako ime temelji na tipskem primerku
- imena so latinska
- končnice imen nad nivojem rodu so določene
- takson pripada natančno enemu hierarhično nadrejenemu taksonu
- vrstno ime je sestavljeno iz imena rodu in vrstnega pridevka
- za imenom načeloma pišemo okrajšano ime avtorja imena oz. avtorja veljavne kombinacije
- botanična nomenklatura je neodvisna od zoološke

## Zgodovina in pomen
Nedvoumna imena za organizme so bistvena za učinkovito znanstveno komuniciranje. Imena pa so lahko nedvoumna, če obstajajo mednarodno sprejeta pravila, ki urejajo njihovo oblikovanje in uporabo. Ugotavljanje skladnosti pravil, ki urejajo znanstveno poimenovanje v botaniki (vključno z fikologijo in mikologijo), poteka na srečanjih skupine Nomenclature Section pri Mednarodnem botaničnem kongresu. Sedanja izdaja Mednarodnega kodeksa botanične nomenklature uresničuje odločitve XVII Mednarodnega botaničnega kongresa na Dunaju leta 2005 in nadomešča Saint Louis kodeks, ki je bil objavljen leta 2000, po XVI. Mednarodnem botaničnem kongresu v St Louisu, ZDA. 
Eden od razlogov, zaradi katerega je bilo mesto Dunaj izbrano kot mesto sedemnajstega kongresa, je bil to, da je natančno 100 let prej tam potekal II. mednarodni botanični kongres. Na tem kongresu so prvič sprejeli mednarodna pravila, ki urejajo poimenovanje rastlin (Règles internationales de la Nomenclature botanique adoptées par le Congrès International de Botanique de Vienne 1905/ International rules of Botanical Nomenclature ... / Internationale Regeln der Botanischen Nomenclatur ) ali preprosto Dunajska pravila (Vienna Rules), ki naj bi jih ne zamenjevali z Dunajskim kodeksom.